# دیرک دو گراف ون پولسبروک
دیرک دو گراف ون پولسبروک (انگلیسی: Dirk de Graeff van Polsbroek; ۲۸ اوت ۱۸۳۳ – ۲۷ ژوئن ۱۹۱۶) حقوق‌دان، و دیپلمات اهل پادشاهی هلند بود.